# Маахес
Маахес (познат и као Михос, Мисис, Миос, Маихес или Махес) (грчки: Μαχές, Μιχός, Μίυσις, Μίος, or Μάιχες) је био бог рата у египатској религији, чије име значи "онај који је тачно поред ње".  Приказује се са лављом главом. Он се сматра сином бога Птаха и богиње Басте, чије је особине делио. Маахес је божанство повезано са ратом, заштитом,  временом,  ножевима и лотосима. Његов култ се налазио у  Тарему и Пер-Басту.

## Порекло
Прво забележено помињање Маахес је из Новог краљевства. Неки египтолози мисле да је Маахес страног порекла. Постоје докази да је он можда био идентичан са богом лавом Апедемаком, кога су обожава у Нубији и западним пустињама Египта.
Као лав-бог и покровитељ, он је сматран сином богова Ра и Баст, богиње рата и покровитељке Доњег Египта, ова богиња се приказује као мачка. Некки текстови помињу Секхмет, богињу рата (приказане као лав) и покровитељку Горњег Египта као његову мајку. Али, пошто је његов култ је био највећи у Пер-Басту (Бубастис на грчком) или Тарему (Леонтополис на грчком), био је више познат као син богиње Баст. Као син бога Ра, Маахес се борио са змијом Апеп током ноћних путовања његовог оца.
Сматрало се да је он веома моћно божанство. Божанства-мачке су повезивани са фараонима, и постала покровитељи Египта. Мушки лав је коришћен као хијероглифски знак у речима као што су "принц", "снага", и "моћ".

## Име
Име Маахес почиње са хијероглифима мушког лава, иако сам то себи, тај знак такође значи "онај који може да види испред". Међутим, први глиф је такође део знака за Маат, што значи истина и ред. То је довело до сматрања да Маахес прождире грешнике и штити невине. 

## Опис
Маахес је описан као човек са главом лава, повремено држи нож и носи дуплу круну Египта. Понекад се поистовећује са Нефертемом  и приказује се са букетом лотоса близу њега, али је био приказан и као лав који прождире заробљенике.

## Света животиња
Питоми лавови су држани у храму посвећеном Маахесу у Тарему, где су се обожавали Баст / Секхмет. Његов храм је био поред храма богиње Баст. Антички грчки историчар Аелиан је написао: "У Египту, они обожавају лавове, а постоје и градови које су назвали по њима (...) Лавови имају храмове и бројне просторије у којима се шетају, а месо говеда им се сервира свакодневно. (...) и лавови једу уз пратњу песме на египатском језику ".